# آرچی گری
آرچی گری (انگلیسی: Archie Gray; ۲۴ اوت ۱۸۷۸ – تاریخ ورودی نامعتبر است) فوتبالیست اهل اسکاتلند بود.

## باشگاهی
از باشگاه‌هایی که در آن بازی کرده‌است می‌توان به باشگاه فوتبال هیبرنین، باشگاه فوتبال آرسنال، باشگاه فوتبال فولام، و تیم ملی فوتبال اسکاتلند اشاره کرد.

## تیم ملی
وی همچنین در تیم ملی فوتبال اسکاتلند  بازی کرده‌است.